# Pungmesar
Pungmesar är en familj tättingar (Remizidae) där merparten väver utarbetade hängande päronformiga bon vilket gett familjen dess namn.  

## Utseende
Pungmesar är mycket små tättingar som mäter 7,5–11 cm. De påminner om mesarna i familjen Paridae, men har finare näbbar. Pungmesarnas fjäderdräkt är ofta ljust grå, gul och vit, men den europeiska pungmesen har svarta och rödbruna partier och vissa arter har också starkt gula eller röda partier. De har korta rundade vingar.

## Utbredning
Pungmesar förekommer i Eurasien, Afrika och Nordamerika. Släktet Remiz förekommer enbart i palearktis, med ett utredningsområde som sträcker sig från Portugal och nordligaste Marocko till Sibirien och Japan. Det största släktet Anthoscopus, återfinns söder om Sahara från Sahel till Sydafrika. Verdinpungmesen (Auriparus flaviceps) lever i torra områden i sydvästra USA och norra Mexiko.
Många arter av pungmes är flyttfåglar men beteendet förekommer bara hos arter som lever i Asien och Europa, de afrikanska arterna och verdinpungmesen är alla stannfåglar. Den europeiska pungmesen är flyttfågel inom vissa delar av sitt utbredningsområde, där de nordliga häckpopulationerna flyttar söderut om vintern medan sydliga häckpopulationer stannar i närheten av sina häckningsområden.

## Ekologi

### Biotop
Merparten pungmesar lever i öppna habitat med träd och buskar och förekommer i så olika biotoper som öken , våtmarker och skogsmarker. Skogspungmes lever dock i tät regnskog. Pungmesar uppträder under merparten av året i mindre flockar.

### Föda
Insekter utgör huvuddelen av pungmesarnas föda och de är mycket aktiva födosökare. De har en förhållandevis lång koniska näbb som används för att komma åt i sprickor eller bryta upp små hål för att komma åt byten. Under delar av året lever de även av nektar, frön och frukt. Deras sätt att födosöka påminner om mesarnas. De kan födosöka uppochned hängande i små kvistar, avsöka blad och grenar i jakt på insekter eller hålla fast större byten med ena tarsen samtidigt som de sliter loss delar.

### Häckning
Familjens trivialnamn reflekterar att merparten av arterna bygger päronformade, hängande bon. Boet vävs av spindelnät, ull, djurhår, och mjuka växtmaterial och hängs från kvistar. Arterna inom det afrikanska släktet Anthoscopus bygger än mer utarbetade bon än arterna inom släktet Remiz, och bygger bland annat ovanpå huvudingången till boet en falsk ingång vilken leder till en tom kammare. Ingången till häckningskammaren har en dold flik som föräldrarna öppnar och stänger när de anländer och lämnar boet. Verdinpungmesen bygger ett sfäriskt bo av taggiga kvistar. Flerparten av pungmesarna lägger småfläckiga vita ägg som ruvas i 13-14 dagar och ungarna blir flygga efter ungefär 18 dagar

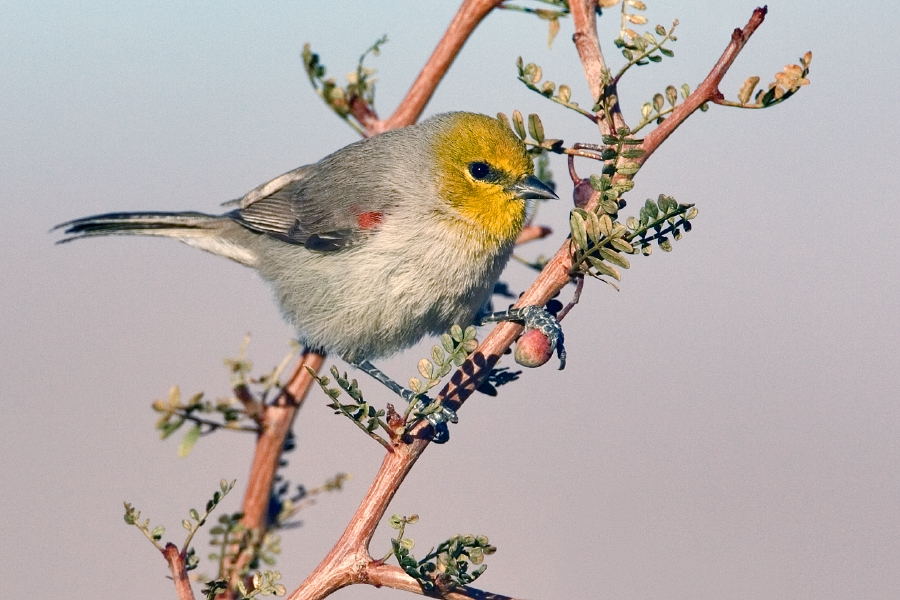
Verdinpungmes (Auriparus flaviceps)
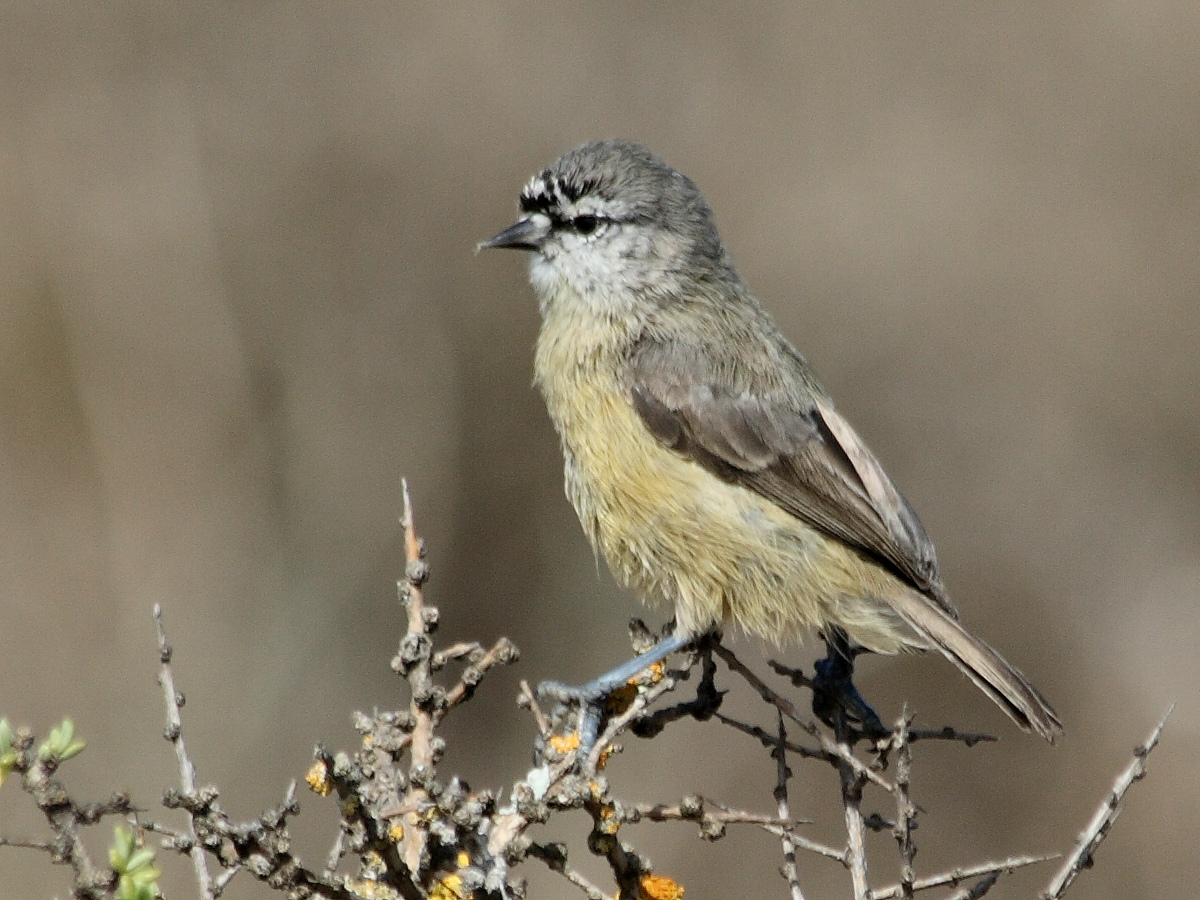
Törnpungmes (Anthoscopus minutus)
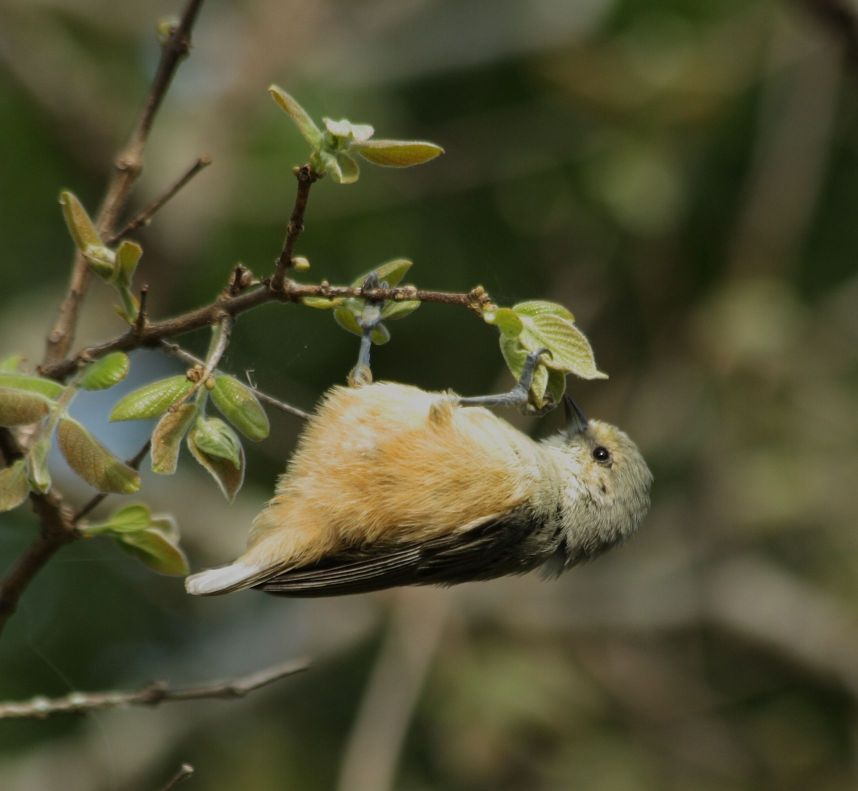
Grå pungmes (Anthoscopus caroli)

## Systematik
Tidigare har familjen placerats som underfamiljen Remizinae inom familjen mesar (Paridae) och dess nära släktskap med mesarna är väl etablerat. En variant har tidigare också varit att placera pungmesarna som en underfamilj inom familjen stjärtmesar (Aegithalidae). DNA-studier visar dock att stjärtmesarna endast är avslägset släkt med både pungmesar och mesar, närmare lövsångare och cettior.
Tidigare fördes meshylian till familjen, men tros nu snarare vara systerart till hylian, därav det nuvarande svenska trivialnamnet. Dessa båda arter tillhör troligen gruppen med lövsångare, stjärtmesar och cettisångare.
Även brandkronad mes har förts till pungmesarna, men DNA-studier visar att den tillhör en basal utvecklingslinje närmast de egentliga mesarna.

### Släkten och arter i familjen
Familjen omfattar vanligtvis 12 arter som delas upp i tre släkten:
- Släkte Auriparus – verdinpungmes i Nordamerika
- Släkte Remiz – tre till fyra arter förekommande i Europa och Asien
- Släkte Anthoscopus – sex till sju arter förekommande i Afrika